# Riacho Jardim
Riacho Jardim är ett periodiskt vattendrag i Brasilien.   Det ligger i delstaten Ceará, i den östra delen av landet, 1 300 km nordost om huvudstaden Brasília.
Omgivningarna runt Riacho Jardim är huvudsakligen savann. Runt Riacho Jardim är det glesbefolkat, med 10 invånare per kvadratkilometer.